# Takenoshin Nakai
Takenoshin (ou Takenosin) Nakai (Gifu, 9 de novembro de 1882 — Tokio, 6 de dezembro de 1952) foi um botânico japonês.
Foi um especialista  em  pteridophytas, em  bryophytas, em algas e em  espermatófitas.